# Множення

3 × 4 = 12

4 торбинки, по 3 кульки в кожній дають разом 12 кульок.
4 кульки кожного із трьох кольорів теж разом дають 12.

Мно́ження — бінарна операція над математичними об'єктами.
Операнди множення називаються множниками, результат — добутком.
Позначається хрестиком {\displaystyle \ 5\times 3,} крапкою {\displaystyle \ 5\cdot 3,} астериском {\displaystyle \ 5*3.} В алгебраїчних виразах знак множення зазвичай опускається. Для позначення послідовного множення багатьох елементів використовується символ {\displaystyle \prod }.
Операція множення загалом має властивість асоціативності, але комутативність для неї не обов'язкова.
Множники можуть бути математичними об'єктами як однієї природи, так і різної. Добуток теж може бути математичним об'єктом зовсім іншого типу, відмінного від типу множників.

## Визначення

### Множення натуральних чисел
Операція множення натуральних чисел визначається через операцію додавання. Для того, щоб перемножити натуральне число {\displaystyle \ n} на натуральне число {\displaystyle \ m} необхідно обчислити суму, в якій число {\displaystyle \ n} береться {\displaystyle \ m} разів
{\displaystyle \ n\cdot m=n+n+\ldots +n.}
Наприклад,
3 × 4 = 3 + 3 + 3 + 3 = 12
Множення натуральних чисел комутативне: від перестановки множників добуток не міняється.

### Множення цілих чисел
Множення цілих чисел зводиться до множення натуральних чисел — абсолютних величин цих чисел, а знак добутку визначається знаками множників. Добуток береться зі знаком «плюс», якщо обидва множники додатні або від'ємні, зі знаком «мінус», якщо множники мають різні знаки.
Результатом множення будь-якого числа на нуль є нуль.

### Множення раціональних чисел
Для того, щоб помножити раціональне число {\displaystyle {\frac {p_{1}}{q_{1}}}} на раціональне число {\displaystyle {\frac {p_{2}}{q_{2}}}} потрібно перемножити чисельники і знаменники дробів. Чисельник добутку є добутком чисельників, знаменник — добутком знаменників. При можливості проводяться скорочення.
{\displaystyle {\frac {p_{1}}{q_{1}}}\cdot {\frac {p_{1}}{q_{1}}}={\frac {p_{1}p_{2}}{q_{1}q_{2}}}}

### Множення ірраціональних чисел
Кожне ірраціональне число можна подати як границю певної раціональної послідовності.
Якщо ірраціональне число {\displaystyle a=\lim _{n\rightarrow \infty }a_{n}}, а {\displaystyle b=\lim _{n\rightarrow \infty }b_{n}}, то
{\displaystyle ab=\lim _{n\rightarrow \infty }a_{n}b_{n}}

### Множення комплексних чисел
Множення комплексних чисел визначається за формулою
{\displaystyle (x_{1},y_{1})\cdot (x_{2},y_{2})=(x_{1}x_{2}-y_{1}y_{2},x_{1}y_{2}+x_{2}y_{1})},
або, в іншій формі запису,
{\displaystyle (x_{1}+iy_{1})\cdot (x_{2}+iy_{2})=x_{1}x_{2}-y_{1}y_{2}+i(x_{1}y_{2}+x_{2}y_{1})},

### Вектори
Для векторів існує кілька типів множення. Зокрема, вектор можна помножити на дійсне число. При цьому змінюється його довжина, і, при множенні на від'ємне число, напрямок (на протилежний).
Існують різні типи добутку двох векторів: скалярний добуток, векторний добуток, тензорний добуток (тензорний добуток векторів називається також діадним).

## Матриці
Матриці можна перемножити між собою, якщо кількість стовпчиків у першій із них збігається із кількістю рядків у другій. Результатом множення є матриця із кількістю рядків, яка дорівнює кількості рядків у першому множнику, і кількістю стовпчиків, яка дорівнює кількості стовпчиків у другому множнику. Тобто, при перемножуванні матриці m×n на матрицю n×k утворюється матриця m×k. Елементи матриці добутку визначаються за формулою
{\displaystyle c_{ij}=\sum _{k}a_{ik}b_{kj}\,}
Множення матриць не має властивості комутативності. В загальному випадку {\displaystyle AB\neq BA}.
Матрицю можна також помножити на число, при цьому кожен елемент матриці множиться на це число.

## Оператори
Добутком двох операторів називають їхнє послідовне застосування. При дії оператора A на об'єкт f утворюється об'єкт Af. Якщо подіяти тепер на нього оператором B, то утвориться новий об'єкт, який можна трактувати як утворений із початкового об'єкта f дією оператора BA.
Множення операторів у загальному випадку не комутативне.

## Обчислення

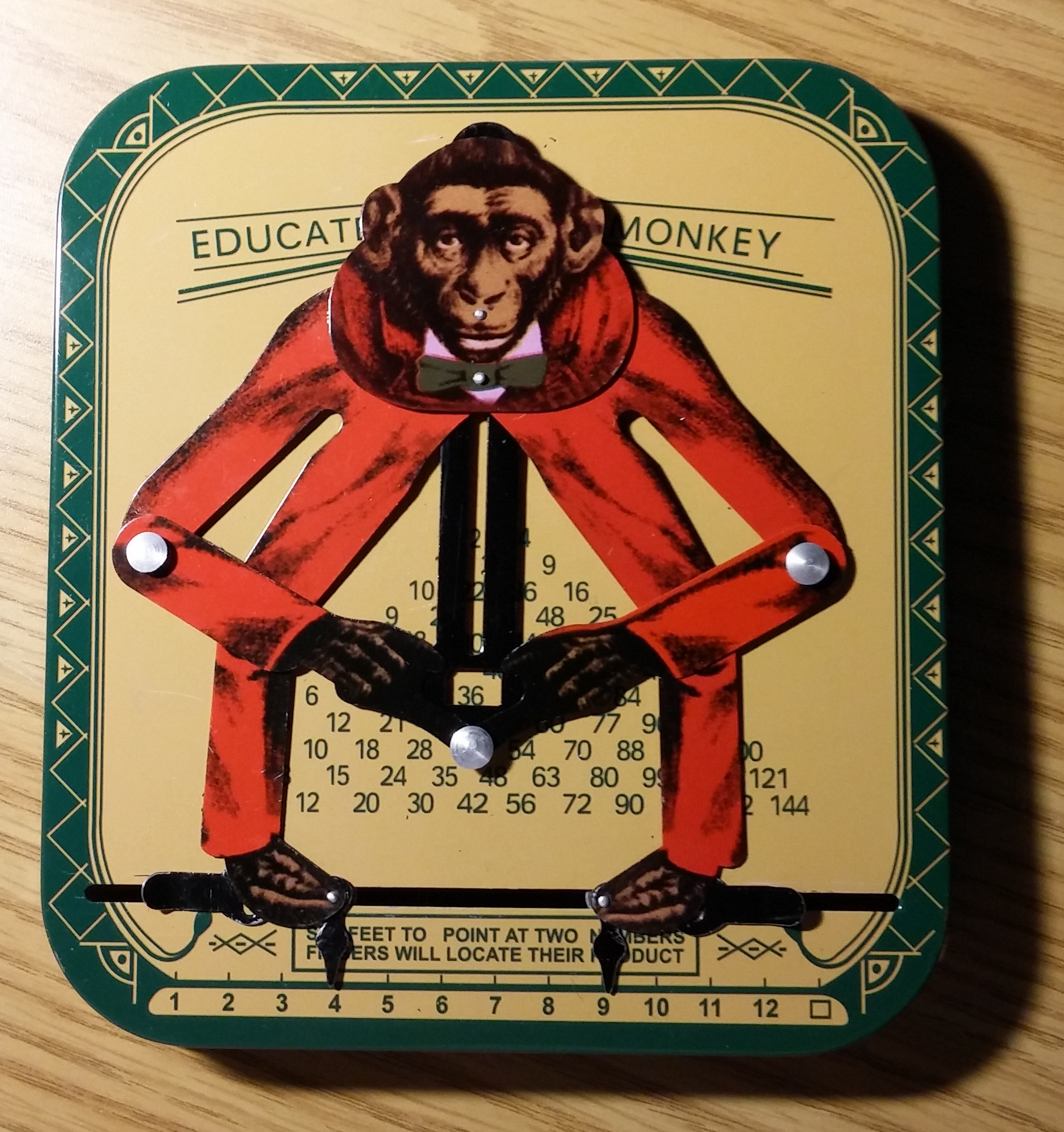
Вчена мавпа — невелика іграшка 1918 року, що використовувалася як «калькулятор» для множення. Наприклад: якщо розмістити ноги мавпи на числа 4 і 9, в результаті буде отримане число — 36 — на що вказують руки.

Загальні методи множення чисел із використанням олівця та паперу потребують знання напам'ять таблиці множення або довідник добутків малих чисел (як правило двох чисел від 0 до 9), однак існує один метод, єгипетський алгоритм множення, при якому це не потрібно.
Множення вручну чисел із більшою кількістю десяткових розрядів є виснажливою процедурою із можливістю зробити помилку. Для спрощення розрахунків були придумані десяткові логарифми. За допомогою логарифмічної лінійки числа можна множити відносно швидко із точністю до трьох знаків. На початку 20-го століття, з'явилися механічні калькулятори, що автоматизували множення чисел довжиною до 10 цифрових розрядів. Сучасні електронні комп'ютери і калькулятори значно спростили розрахунки і зменшили необхідність виконувати множення вручну.

### Історичні алгоритми
Методи множення були записані в часи існування ще стародавніх цивілізацій: в стародавньому Єгипті, Греції, Індії і Китаї.
Кістка Ішанго, археологічна знахідка що датується близько від 18000 до 20000 рр до н. е., вказує на вміння множити ще в період пізнього палеоліту, і була знайдена у Центральній Африці.

#### Єгипет
Єгипетський метод множення цілих чисел і дробів, було описано у папірусі Рінда, і здійснювався шляхом послідовного додавання і подвоєння. Наприклад, аби знайти добуток числа 13 і 21 необхідно було подвоїти число 21 тричі, отримавши 2 × 21 = 42, 4 × 21 = 2 × 42 = 84, 8 × 21 =  2 × 84 = 168. Повний добуток зрештою можна знайти додавши відповідні елементи знайдені у послідовності подвоєння:
13 × 21 = (1 + 4 + 8) × 21 = (1 × 21) + (4 × 21) + (8 × 21) = 21 + 84 + 168 = 273.

#### Вавилон
Вавилонці використовували шістдесяткову позиційну систему числення, аналогічну сучасній десятковій системі. Таким чином, множення у Вавилонії було подібним до сучасного десяткового множення. Через відносну складність запам'ятовування усіх різних добутків із комбінацій 60 × 60, вавилонські математики використовували таблиці множення. Ці таблиці містили список перших двадцяти множників окремого principal number n: n, 2n, …, 20n; за якими слідують множники на 10n: 30n 40n, і 50n. Тоді, аби розрахувати добуток шістдесяткового числа, наприклад 53n, необхідно скласти значення 50n і 3n розрахованих із таблиці.

#### Китай

38 × 76 = 2888

У математичній праці Чжоубі Суаньцзин, що датується до 300 р. до н. е., а в Дев'яти книгах з математики, процедура множення була описана словами, хоча раніше китайські математики використовували палички для рахування таких операцій як додавання, віднімання, множення і ділення. Арифметичні алгоритми із позиційними десятковими числами потрапили до арабських країн завдяки Аль-Хорезмі на початку 9-го століття.

### Сучасні методи
Сучасні методи множення основані на Індо-арабській системі числення і вперше їх описав Брамагупта. Він навів правила для додавання, віднімання, множення і ділення.

## Властивості
Для дійсних і комплексних чисел, до яких відносяться натуральні числа, цілі і дроби, множення має наступні властивості:
КомутативністьПорядок множення чисел не має значення:
{\displaystyle x\cdot y=y\cdot x.}
АсоціативністьРезультат виразів, що повністю складаються з операції множення чи додавання не залежить від черговості операцій:
{\displaystyle (x\cdot y)\cdot z=x\cdot (y\cdot z)}
ДистрибутивністьВиконується при добутку на суму. Ця властивість дуже корисна при спрощенні алгебраїчних виразів:
{\displaystyle x\cdot (y+z)=x\cdot y+x\cdot z}
Нейтральний елементМультиплікативний нейтральний елемент це число 1; будь-яке число помножене на 1 буде дорівнювати самому числу:
{\displaystyle x\cdot 1=x}
Властивість 0
Будь-яке число помножене на 0 дасть в результаті 0. Це називають нульовою властивістю множення:
{\displaystyle x\cdot 0=0}
Від'ємне числоРезультатом множення будь-якого числа на −1 буде протилежне число даного числа.
{\displaystyle (-1)\cdot x=(-x)} де {\displaystyle (-x)+x=0}
–1 помножене на –1 дорівнює 1.
{\displaystyle (-1)\cdot (-1)=1}
Обернений елементКожне число x, крім 0, має мультиплікативне обернене число, {\displaystyle {\frac {1}{x}}}, так що {\displaystyle x\cdot \left({\frac {1}{x}}\right)=1}.
Збереження порядкуМноження на додатне число зберігає теорію порядку:
Для a > 0, якщо b > c тоді ab > ac.
Множення на від'ємне число робить порядок оберненим:
Для a < 0, якщо b > c тоді ab < ac.
Комплексні числа не мають порядку.
Інші математичні системи, що містять операцію добутку можуть не мати всіх цих властивостей. Наприклад, в загальному випадку, множення не є комутативною операцією для матриць і кватерніонів.

## Добуток послідовностей чисел

### Нотація із великим Пі
Добуток послідовності множників можна записати за допомогою спеціального символу добутку, який позначається великою літерою Π (Пі) грецького алфавіту. Значення юнікод U+220F (∏), що задає символ, який позначає таких добуток, відрізняється від коду самої літери U+03A0 (Π). Значення такого запису є наступним:
{\displaystyle \prod _{i=1}^{4}i=1\cdot 2\cdot 3\cdot 4,}
що дорівнює
{\displaystyle \prod _{i=1}^{4}i=24.}
Індекс задає символ для довільної змінної (в даному випадку i), що називається «індексом множення», а також задається її нижня межа значення (1), а над цим задається його верхня межа значень (тут це 4). Верхня і нижня межа мають бути виразами, що задають цілі значення. Множники цього добутку отримуються за допомогою виразу, що слідує за оператором добутку, із послідовними цілими значеннями, що підставляються замість індексу множення, починаючи від нижньої межі із збільшенням що разу на 1 до верхньої межі включно. Тож, наприклад:
{\displaystyle \prod _{i=1}^{6}i=1\cdot 2\cdot 3\cdot 4\cdot 5\cdot 6=720}
В більш загальному випадку, нотація визначається наступним чином
{\displaystyle \prod _{i=m}^{n}x_{i}=x_{m}\cdot x_{m+1}\cdot x_{m+2}\cdot \,\,\cdots \,\,\cdot x_{n-1}\cdot x_{n},}
де m і n це цілі або вирази, що розраховуються до цілих значень. У випадку коли m = n, значенням добутку буде таким самим, як значення одного множника xm. Якщо m > n, добутком буде порожній добуток, що має значення 1.

### Нескінченні добутки
Також можливо розглядати добутки нескінченної кількості множників; вони так і називаються нескінченними добутками. У вигляді нотації, це можна позначити замінивши межу n зверху на лемніскату ∞. Добуток таких послідовностей визначається як границя добутку перших n термів, при тому що n зростає до нескінченності. Що за визначенням,
{\displaystyle \prod _{i=m}^{\infty }x_{i}=\lim _{n\to \infty }\prod _{i=m}^{n}x_{i}.}
Також можна замінити m від'ємною нескінченністю, і визначити:
{\displaystyle \prod _{i=-\infty }^{\infty }x_{i}=\left(\lim _{m\to -\infty }\prod _{i=m}^{0}x_{i}\right)\cdot \left(\lim _{n\to \infty }\prod _{i=1}^{n}x_{i}\right),}
обидві наведені границі існують.

## Аксіоми
У своїй книзі Arithmetices principia, nova methodo exposita (Принципи арифметики, представлені новим методом), Джузеппе Пеано запропонував аксіоми із арифметики на основі його аксіом для натуральних чисел. Арифметика Пеано має дві аксіоми для множення:
{\displaystyle x\times 0=0}
{\displaystyle x\times S(y)=(x\times y)+x}
Тут S(y) задає наступником числа y, або натуральне число що слідує за y. Із цих та інших аксіом Пеано з арифметики включаючи індукцію можна довести різноманітні властивості такі як асоціативність. Наприклад S(0), що позначається 1, є мультикативною одиницею тому що
{\displaystyle x\times 1=x\times S(0)=(x\times 0)+x=0+x=x}
Аксіоми для цілих чисел зазвичай визначають їх як еквівалентні класи впорядкованих пар натуральних чисел. Модель засновується на ставленні до (x,y) як до еквівалента x − y коли x і y вважаються цілими. Таким чином обидві пари (0,1) і (1,2) еквівалентні −1. Аксіома множення для цілих, що визначені таким чином буде наступною
{\displaystyle (x_{p},\,x_{m})\times (y_{p},\,y_{m})=(x_{p}\times y_{p}+x_{m}\times y_{m},\;x_{p}\times y_{m}+x_{m}\times y_{p})}
Правило, що −1 × −1 = 1 тоді може бути отримане із
{\displaystyle (0,1)\times (0,1)=(0\times 0+1\times 1,\,0\times 1+1\times 0)=(1,0)}
Множення аналогічним чином поширюється на раціональні числа, а потім і на дійсні числа.